# Melis Minkari

Melis Minkari (Isztambul, 1998. augusztus 20.  –) török színésznő. Legismertebb szerepe Aybike Eren a Testvérek című sorozat egyik főszereplője.

## Filmográfia

### Televíziós szerepek
| Év        | Cím         | Magyar Cím | Szerep      | Megjegyzések | Magyar hang      |
| --------- | ----------- | ---------- | ----------- | ------------ | ---------------- |
| 2021–2024 | Kardeşlerim | Testvérek  | Aybike Eren | Főszereplő   | Engel-Iván Lilli |

## Díjak és jelölések
| 50. Golden Butterfly Awards | Ragyogó csillagok |  | Sablon:Nyert |  |